# Czesława Ohryzko-Włodarska

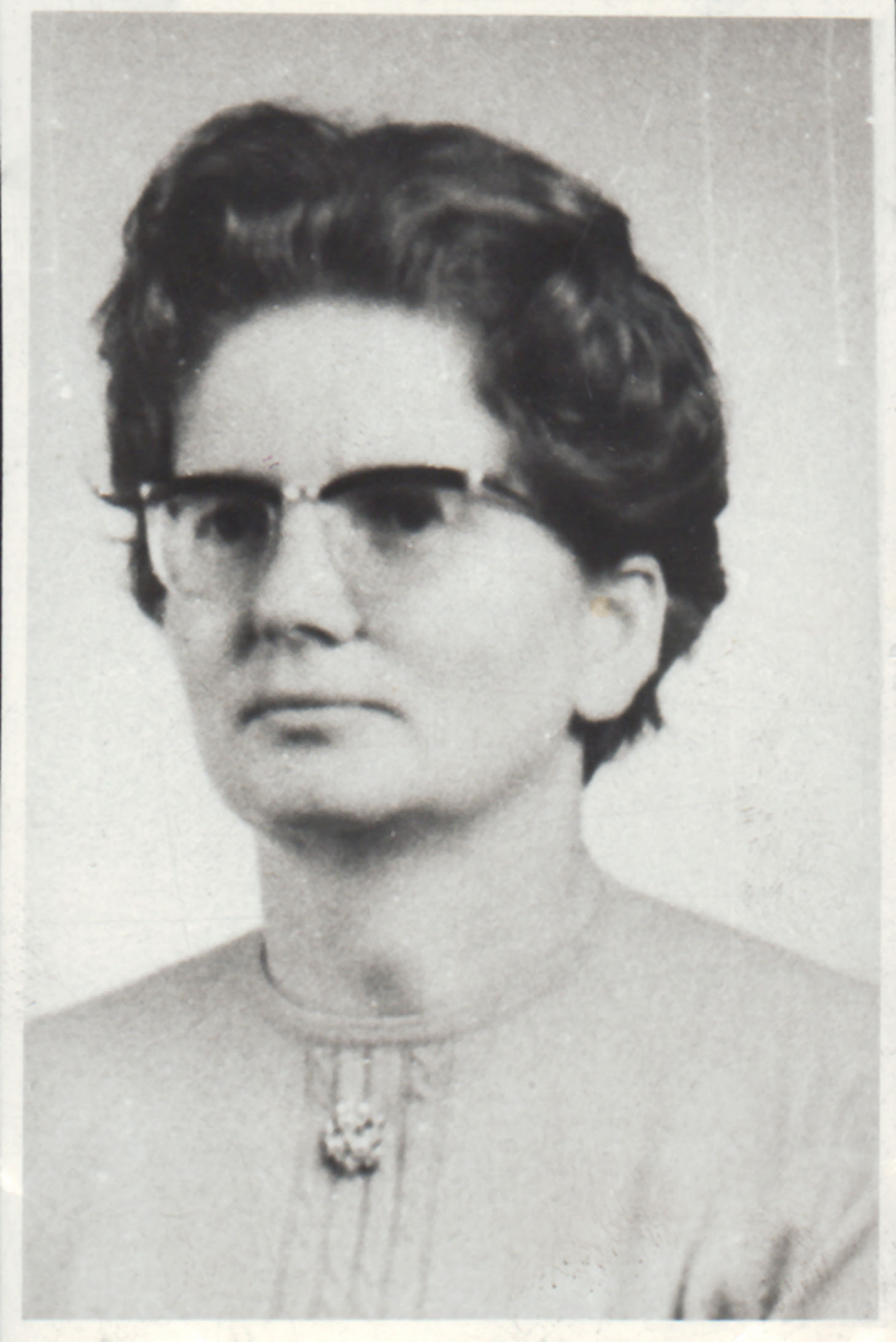
Czesława Ohryzko-Włodarska

Czesława Ohryzko-Włodarska (ur. 20 lipca 1927 w Przebrodziu na Wileńszczyźnie, zm. 16 lutego 1977 w Łodzi) – polski historyk; archiwistka.

## Życiorys
Urodziła się w rodzinie urzędniczej. Naukę w szkole średniej odbywała w Łowiczu, gdzie w 1945 r. uzyskała świadectwo dojrzałości.
W 1945 r. ukończyła studia historyczne na Uniwersytecie Łódzkim, gdzie była słuchaczką m.in. wykładów archiwistyki Adama Stebelskiego. Tytuł doktora uzyskała w 1969 r. na podstawie rozprawy pt. Nadziały i powinności włościan w pow. brzezińskim przed i po uwłaszczeniu, w 1975 r. została docentem.
W r. 1949 r. zaczęła pracę w Archiwum Państwowym w Łodzi, awansując kolejno i osiągając w 1967 r. stanowisko kierownika oddziału gromadzącego akta władz, urzędów i instytucji państwowych.
W archiwum Ohryzko-Włodarska uporządkowała i zinwentaryzowała liczne zespoły akt, a zdobyte w ten sposób doświadczenie wykorzystała publikując cenne artykuły w Archeionie. Była członkiem Centralnej Komisji Metodycznej przy Naczelnej Dyrekcji Archiwów Państwowych, członkiem zespołu naukowo-badawczego „Informatyka i archiwa”.
Udzielała się w licznych towarzystwach, m.in. kierowała łódzkim oddziałem Stowarzyszenia Archiwistów Polskich, odznaczona była m.in. Srebrnym Krzyżem Zasługi.
Zamężna od 1950 r. z inż. Krystynem Włodarskim, mieli dwójkę dzieci: córkę Marię i syna Piotra.
Zmarła po gwałtownej chorobie 16 lutego 1977 r. w Łodzi, pochowana na cmentarzu św. Rocha na Radogoszczu.